# Edriobittacus microcercus
Edriobittacus microcercus är en näbbsländeart som först beskrevs av Gerstaecker 1885.  Edriobittacus microcercus ingår i släktet Edriobittacus och familjen styltsländor. Inga underarter finns listade i Catalogue of Life.